# Amnéville
Amnéville là một xã trong vùng Grand Est, thuộc tỉnh Moselle, quận Metz-Campagne, tổng Rombas. Tọa độ địa lý của xã là 49° 15' vĩ độ bắc, 06° 08' kinh độ đông. Amnéville nằm trên độ cao trung bình là 157 mét trên mực nước biển, có điểm thấp nhất là 130 mét và điểm cao nhất là 366 mét. Xã có diện tích 10,46 km², dân số vào thời điểm 1999 là 9314 người; mật độ dân số là 890 người/km².

## Thông tin nhân khẩu
| 1962  | 1968  | 1975  | 1982  | 1990  | 1999  |
| ----- | ----- | ----- | ----- | ----- | ----- |
| 8.220 | 8.492 | 8.996 | 8.951 | 8.926 | 9.314 |